# Burke Developmental Road
Die Burke Developmental Road ist eine 1132 Kilometer lange Fernstraße im Norden des australischen Bundesstaates Queensland. Sie erschließt das Gebiet an der Südostküste des Golfs von Carpentaria mit der Ostküste bei Cairns sowie mit dem Landesinnern weiter südlich. Dabei verbindet sie den Barkly Highway und den Flinders Highway bei Cloncurry mit dem Savannah Way bei Normanton, führt dann weiter nach Nordosten bis zum Mitchell River und begleitet diesen flussaufwärts. Bei Dimbulah geht die Burke Developmental Road in die Mareeba Dimbulah Road über, die die letzten 46 Kilometer nach Mareeba überwindet.
Der höchste Punkt im Verlauf des Highways liegt auf 645 m, der niedrigste auf 2 m.

## Verlauf

### Cloncurry – Normanton
In den westlichen Vororten von Cloncurry zweigt die Burke Developmental Road vom Barkly Highway (A2) und Flinders Highway (A6) nach Norden ab. Zwischen Leichhardt River, Alexandra River und Cloncurry River führt sie durch Grasland nach Nord-Nordwesten und kreuzt die Wills Developmental Road. Von dieser Kreuzung führt sie ihren Weg nach Nord-Nordosten fort und nimmt kurz vor Normanton die Gulf Developmental Road aus Osten und die Great Top Road aus Westen auf. Normanton erreicht die durchgehend befestigte, unter Nummer D83 geführte Straße nach 389 Kilometern.

### Normanton – Dimbulah
Normanton verlässt die Burke Developmental Road nach Nordosten als Staatsstraße 27. Nach nur 30 Kilometern nimmt sie aus Westen als wichtigste Nebenstraße die Verbindung nach Karumba an der Küste des Golfs von Carpentaria auf. Bald danach geht sie in eine unbefestigte Piste über und kreuzt auf ihrem Weg nach Dunbar am Mitchell River eine große Zahl wichtiger Flüsse zum Golf von Carpentaria. Einer dieser Flüsse ist der Gilbert River. Die Brücke über diesen Fluss wurden nach zwei örtlichen Aborigineshäuptlingen, Lily und Jubilee Slattery, benannt.
Ab Dunbar folgt die Straße dem Mitchell River nach Ost-Südosten flussaufwärts bis Wrotham Park. Dort verlässt sie den Fluss und durchquert dessen Quellgebiet Richtung Südosten bis nach Chillagoe. Ab dort wird die unbefestigte Piste wieder zur asphaltierten Straße, die in einem Bogen über Ost und Nordost zum Endpunkt nach Dimbulah führt.
Dieser Abschnitt ist 743 Kilometer lang.

## Ausbau
Mitte 2007 wurden Au-$ 28 Mio. in die Verbreiterung der Burke Development Road gesteckt.